# Sedm dní k řece Rýn

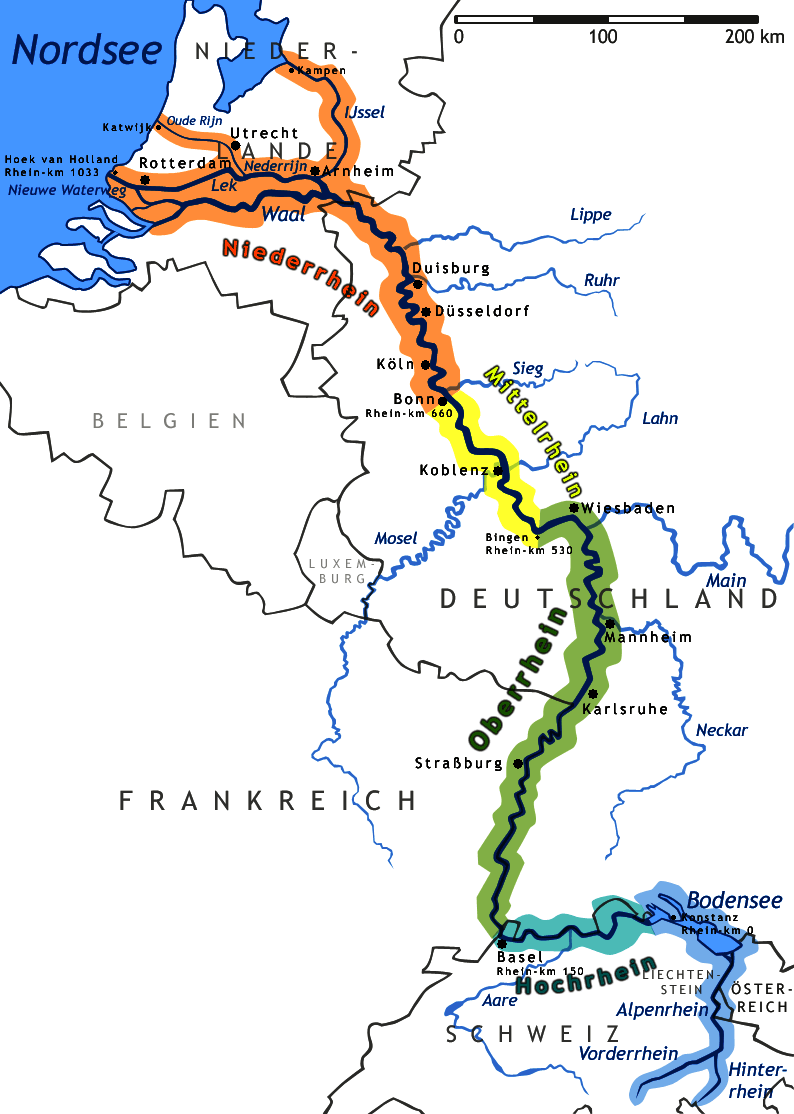
Rýn je jednou z nejvýznamnějších evropských řek

Sedm dní k řece Rýn (rusky Семь дней до реки Рейн, Sem' dněj do rjeki Rjejn) bylo přísně tajné vojenské simulační cvičení Varšavské smlouvy vyvíjené minimálně od roku 1964. Představovalo vizi sovětského bloku o sedmidenní jaderné válce mezi vojsky NATO a Varšavské smlouvy.

## Historické souvislosti
V československých ani polských válečných plánech z počátku 50. let nejsou jaderné zbraně ani sovětské jednotky vůbec zmíněny. Plány počítaly víceméně pouze s odražením útoku. Případný protiútok by podle československého plánu končil po pěti dnech nedaleko za hranicemi na řekách Nába a Dunaj. Kromě toho pravděpodobnost útoku byla hodnocena jako velmi nízká.

Použití jaderných zbraní se poprvé objevuje v československém plánu schváleném v roce 1956. Preventivní útok s použitím jaderných zbraní s cílem „rozbít soustřeďované síly nepřítele, který se chystá napadnout naše území“ se však měl zatavit u Norimberka. Z československých plánů nelze vyčíst, zda sovětské velení uvažovalo o pokračování útoku dále na západ. Nebezpečí napadení bylo vnímáno jako pravděpodobnější teprve koncem 50. let.
Plány masivního pozemního útoku s použitím jaderných zbraní s cílem bleskové obsadit celé Německo, Benelux a část Francie se poprvé objevily v roce 1961 v rámci válečné simulace Burja (Bouře). Československý válečný plán z roku 1964 pak konkretizoval, že za použití 131 jaderných náloží má Československý front během 7 až 8 dní dosáhnout jihovýchodní Francie.

## Odtajnění
Tento možný scénář třetí světové války zveřejnil polský ministr obrany Radosław Sikorski po vítězství strany Právo a spravedlnost v polských volbách v roce 2005 spolu s tisíci dokumenty Varšavské smlouvy s cílem „odříznout se od komunistické minulosti země“ a „poučit polskou veřejnost o starém režimu.“  Sikorski uvedl, že dokumenty spojené s bývalým režimem budou odtajněny a zveřejněny prostřednictvím Ústavu národní paměti v následujícím roce.
Zveřejněné dokumenty obsahovaly mimo jiné informace o "Operaci Dunaj", invazi vojsk Varšavské smlouvy do Československa v srpnu 1968.
Česká republika a Maďarsko odtajnily obdobné dokumenty již v 90. letech. Některé materiály v tomto období odtajnilo i Polsko.
V roce 2000 byl zveřejněn v českém tisku dokument z roku 1964, který popisoval plán působení československé armády v rámci společného útoku armád Varšavské smlouvy. Již tento plán počítá s použitím více než stovky jaderných zbraní jen v rámci cílů československé armády. Naproti tomu srovnatelný polský dokument z roku 1951 je čistě obranný a jaderné zbraně vůbec nezmiňuje.

## Úvodní jaderný útok NATO
Scénář války předpokládal, že NATO v přípravě na obsazení východního Německa zahájí jaderný útok na polská města v oblasti údolí řeky Visly a následně na československá města. Útok měl zabránil velitelům Varšavské smlouvy poslat posily na obranu východního Německa. Plán počítal s tím, že v první fázi zemřou až dva miliony polských civilistů a polské vojsko bude zcela zničeno.
Vojenská strategie NATO přitom vůbec nepočítala s útokem, ale pouze s obranou vlastního území, případně s útoky na vojenské objekty s cílem znemožnit nepříteli pokračování ve válce. Do počátku 60. let byla oficiální strategií NATO tzv. masivní odveta, tj. hromadné nasazení jaderných zbraní v reakci na jakýkoli útok ze strany komunistického bloku. Počátkem 60. let byla přijata strategie pružné odvety, kdy jaderné zbraně měly být použity pouze v reakci na jaderný útok, zatímco konvenční útok měl být odražen pouze konvenčními prostředky.

## Jaderná odpověď Varšavské smlouvy
Sovětský jaderný protiútok by směřoval proti Západnímu Německu, Belgii, Nizozemsku, Dánsku a severní Itálii.
Jaderný protiútok nezahrnoval Francii a Spojené království, pravděpodobně proto, že vlastnily jaderné zbraně a panovala obava z odvetného útoku. Francie kromě toho nebyla součástí integrovaných struktur NATO.
Některé cíle v Británii, jako letiště Fylingdales, Mildenhall a Lakenheath, měly být napadeny konvenčním způsobem, přestože jaderný úder by byl mnohem účinnější. Sovětské velení se domnívalo, že z těchto letišť by startovaly stíhací bombardéry USAF, především F-111 Aardvark s dlouhým doletem.

### Známé cíle
Sověti plánovali během konfliktu použít asi 7,5 megatuny jaderných zbraní. Rakouské hlavní město Vídeň měly zasáhnout dvě 500kilotunové pumy. Několik vojenských základen v Itálii a města Vicenza, Verona, Padova měly být zasaženy jednotlivými 500kilotunovými bombami. Maďarská lidová armáda měla obsadit Vídeň.
Stuttgart, Mnichov a Norimberk v západním Německu měly být zničeny jadernými zbraněmi a poté obsazeny armádami Československa a Maďarska.
V Dánsku byly prvními jadernými cíli Roskilde - velké město blízko Kodaně - a Esbjerg kvůli velkému přístavu, kudy by mohly proudit posily NATO. Pokud by po dvou počátečních úderech došlo k odporu Dánska, byly by bombardovány další cíle.

## Navazující plány
Sovětský svaz plánoval do devátého dne dosáhnout Lyonu a zastavit se až u Pyrenejí. Československo už tehdy považovalo plán za příliš optimistický a někteří dnešní západní vojenští experti se domnívají, že takový cíl byl nereálný nebo dokonce nedosažitelný.